# Gata Kamsky
Gata Kamsky (en tàtar: Ğata Kamskiy, Ğataulla Rөstəm uğlı Sabirov) (en rus: Гатаулла Рустемович Сабиров, Гата Камский), nascut el 2 de juny de 1974), és un jugador d'escacs estatunidenc, prèviament soviètic, d'origen tàtar, que té el títol de Gran Mestre des de 1990.
A la llista d'Elo de la FIDE del maig de 2022, hi tenia un Elo de 2661 punts, cosa que en feia el 79è millor jugador mundial, i l'11è estatunidenc. El seu màxim Elo va ser de 2763 punts, el juliol de 2013, moment en què era l'11è millor jugador mundial.
En Kamsky va començar a destacar de molt jove, i és considerat un prodigi dels escacs, ja que va arribar a la final del Campionat del Món de la FIDE de 1996 als 22 anys, tot i que perdé contra Kàrpov (+6 -3 =9), i va assolir ésser el número 4 del món (amb 2735 punts) a les llistes d'Elo de la FIDE del 1996. A despit d'això, va deixar de jugar, i no va disputar pràcticament cap partida avaluable per la FIDE en el període entre 1997 i les darreries de 2004.

## Resultats destacats en competició
El 1987 va participar en el Campionat Júnior de la Unió Soviètica més fort de tots els temps, i hi empatà a la primera posició amb Borís Alterman.
El 1988 fou segon a Timisoara al IV Campionat del Món Sub-14, per darrere d'Eran Liss i per davant d'Andrei Istratescu.
El 1989 es proclamà campió juvenil de l'URSS.
Després d'esdevenir GM el 1990 i d'ascendir al 8è lloc mundial a la llista d'Elo de la FIDE de juliol de 1990, quan tenia només 16 anys i 1 mes, es va mudar als Estats Units, i va esdevenir campió nacional el 1991. El mateix any va guanyar el World Open de Filadèlfia amb 7½/9. Cap a 1993 estava en disposició de competir pel títol mundial. En aquell moment, hi havia dos títols mundials, el de la PCA, que tenia Garri Kaspàrov, i el de la FIDE, que tenia Anatoli Kàrpov; Gata va tenir excel·lents actuacions en ambdós cicles pel títol mundial. Va arribar a la final de torneig de Candidats del campionat del món de la PCA de 1994/95, tot guanyant el futur campió del món Vladímir Kràmnik i Nigel Short (en una semifinal molt controvertida) abans de perdre a la final de candidats contra Vishy Anand. Al campionat del món de la FIDE, hi va vèncer Anand (aquest matx fou anterior al del torneig de la PCA) i Valeri Salov, i es va classificar pel matx pel títol contra Kàrpov el 1996, el qual va perdre per 7½-10½. Posteriorment el 1996 fou tercer a la 3a edició del torneig Memorial Donner, a Amsterdam (el primer lloc ex aequo fou per Vassil Ivantxuk i Julio Granda).
Després de la derrota contra Kàrpov, es va retirar dels escacs durant tres anys, per estudiar medicina, tot i que va retornar breument als escacs per prendre part al campionat del món de 1999 a Las Vegas, per sistema eliminatori, on hi va perdre en primera ronda contra qui seria el campió final, Aleksandr Khalifman, i va tornar a retirar-se per estudiar dret. Molta gent va creure que aquest seria el final de la seva carrera, però va tornar a jugar en torneigs locals estatunidencs el 2004.
El 2005 ocupà els llocs 2n-7è a Buenos Aires, al Campionat Panamericà, rere Lázaro Bruzón, i empatat amb un grup de forts GMs, entre els quals hi havia entre d'altres Julio Granda, Alexander Onischuk, Giovanni Vescovi i Gilberto Milos,
Al novembre de 2005, va participar en la Copa del món de 2005 a Khanti-Mansisk, un torneig classificatori per al cicle del Campionat del món de 2007, on va tenir una bona actuació, i acabà en novena posició, de manera que es classificà per al Torneig de Candidats de 2007. El 2006 guanyà per segon cop en la seva carrera el World Open de Filadèlfia amb 7/9. El maig de 2007, va participar en el III Torneig d'escacs M-tel, a Sofia, on hi acabà 4t, a mig punt del guanyador del torneig, Vesselín Topàlov.
Kamsky va guanyar la Copa del Món d'escacs 2007, tot batent Aleksei Xírov a la final, cosa que li va donar dret a disputar un matx contra Vesselín Topàlov el guanyador del qual disputaria el Campionat del món d'escacs de 2010, però va perdre per 2½-4½. L'octubre de 2007 va guanyar la Copa d'Europa de clubs d'escacs, formant part del club Linex Magic de Mèrida,
El 2010 va ser campió del món de partides semiràpides.
El maig de 2011, participà en el Torneig de Candidats del Campionat del món de 2012 a Kazan, on hi va vèncer als quarts de final en Vesselín Topàlov, però fou eliminat en semifinals per Borís Guélfand.
Entre l'agost i el setembre de 2011 participà en la Copa del món de 2011, a Khanti-Mansisk, un torneig del cicle classificatori pel Campionat del món de 2013, i hi va tenir una bona actuació; avançà fins a la quarta ronda, quan fou eliminat per Piotr Svídler (0-2).
El 2011 va guanyar el Campionat dels Estats Units per segon cop consecutiu, i tercer en la seva carrera, i va guanyar per tercer cop en la seva carrera el World Open de Filadèlfia amb 7/9 punts.
El maig de 2013 es proclamà per quart cop en la seva carrera campió dels Estats Units, superant per desempat el GM Alejandro Ramírez. L'agost de 2013 participà en la Copa del Món de 2013, on va tenir una bona actuació, i arribà als quarts de final, on fou eliminat per Ievgueni Tomaixevski ½–1½.
El maig de 2014 al campionat dels Estats Units a Saint Louis hi va empatar al primer lloc amb Varuzhan Akobian i Aleksandr Lenderman, que va conduir al playoff per determinar el campió. Va disputar un matx a ràpides contra Akobian, el qual va guanyar per 1,5 a 0,5, cosa que va li donar el cinquè títol nacional estatunidenc de la seva carrera.
El febrer del 2016 guanyà en solitari el 32è Obert Cappelle-la-Grande amb 7½ punts de 9, amb sis victòries i tres taules. El desembre de 2016 fou 1r-4t (quart en el desempat) del Festival Sunway Sitges amb 7 punts de 9, els mateixos punts que Ievgueni Romànov (campió), Romain Édouard i Josep Manuel López Martínez.